# The Scientist
"The Scientist" er den anden single fra det engelske alternativ rock-band Coldplays andet album, A Rush of Blood to the Head. Sangen blev skrevet i samarbejde mellem alle bandmedlemmerne. Den er bygget op omkring en klaverballade, mens lyrikken fortæller historien om en mands lyst til kærlighed og om en undskyldning. Sangen blev udgivet i Storbritannien som den anden single fra A Rush of Blood to the Head, og den nåede tiendepladsen på Storbritanniens hitliste. I USA blev den udgivet som tredje single og nåede 18.-pladsen på Billboards Modern Rock Tracks.
Kritikere var positivt stemte over for "The Scientist", og de roste sangens klaverballade og falsetsang. Der findes flere remixes af nummeret, og riffet er flittigt blevet samplet. Singlens musikvideo vandt tre MTV Music Video Awards for brugen af omvendt fortælling. Sangen figurerede ligeledes på bandets livealbum fra 2003, Live 2003.
Sangen blev brugt af WWE i en videohyldest til "Macho Man" Randy Savage, der blev udsendt på WWE Raw og WWE Smackdown en uge efter hans død den 20. maj 2011.

## Baggrund
Sanger Chris Martin skrev "The Scientist" efter at have hørt George Harrisons All Things Must Pass. I et interview med Rolling Stone afslørede Martin, at da han arbejdede på bandets andet album, A Rush of Blood to the Head, vidste han, at det manglede noget. En nat under et ophold i Liverpool fandt Martin et gammel klaver, der ikke var stemt. Han ville arbejde med Harrisons sang "Isn't It a Pity", men var ikke i stand til det. Da sangen kom til Martin, bad han om at få optageren tændt. Han afsluttede med at sige, at han stødte på akkordsekvensen og noterede sig, at akkorden var "vidunderlig". Martin indspillede vokaler og klaver i et studie i Liverpool.
Da han blev spurgt om sangens udvikling under en spor for spor-præsentation, sagde Martin: "Det handler bare om piger. Det er mærkeligt, at ligegyldigt hvad du ellers tænker på, om det er den globale økonomis sammenbrud eller forfærdelige miljøproblemer, så er det, der optager dig mest, altid når du kan lide nogen."
Kreditlisten på A Rush of Blood to the Head oplyser dog at "The Scientist er Dan." 'Dan' henviser til Dan Keeling, A&R-manden, der hentede bandet til Parlophone.

## Komposition
Sangen er en klaverdrevet ballade; sangen indeholder også et klaverriff. Chris Martin starter sangen, mens resten af bandet slutter sig til efter det første omkvæd. Sangen begynder med en fire-akkorders klavermelodi, mens Martin synger. Nummeret indeholder også en strengarrangement. Elektrisk guitar kan høres mod slutningen af sangen.
Sangens lyrik handler om en mands magtesløshed over for kærlighed. Sangen implicerer, at han vil "tilbage til starten". De første linjer af første vers indeholder en undskyldning: "Come up to meet you/tell you I'm sorry/you don't know how lovely you are." ("Tage hen for at møde dig/sige undskyld/du ved ikke hvor vidunderlig, du er") Sangens titel henviser til de spørgsmål, der stilles ved videnskab i tredje vers: "I was just guessing at numbers and figures/pulling the puzzles apart/questions of science, science and progress/do not speak as loud as my heart." ("Jeg gættede bare på tal og cifre/trak puslespiksbrikkerne fra hinanden/spørgsmål om videnskab, videnskab og fremskridt/taler ikke så højt som mit hjerte")

## Udgivelse
Coldplay udgav "The Scientist" i Europa den 4. november 2002, som albummets anden single. Singlen blev udgivet med to B-sider: "1.36" og "I Ran Away." Mens bandets pladeselskab forberedte sangen som albummets anden single, følte de ikke, at sangen "gav blodrus nok til de amerikanske lyttere". I stedet udgav de "Clocks" som anden single i USA. Singlens cover, der er lavet af den norske fotograf Sølve Sundsbø, ligesom albummet og dets andre singler, indeholder trommeslager Will Champion. Sangen blev udgivet den 15. april 2003 i USA.
"The Scientist" optrådte på Australiens singlehitliste som nummer 40, den 1. november 2003. Den optrådte på Billboards Modern Rock Tracks som nummer 18. Sangen toppede som nummer seks på Canadas singlehitliste. Sangen toppede som nummer 10 på Storbritanniens top 75, den 17. november 2002.

### Modtagelse
Kritikerne var positive over for sangen. Rob Sheffield fra Rolling Stone, skrev i sin anmeldelse af albummet: "Den fantastiske klaverballade 'The Scientist' ... [har] en kataklysmisk falsetafslutning, der kan få alle hår på din nakke til at rejse sig." Nick Southall fra Stylus skrev: "Klaveret der lyder gennem 'The Scientist' er indfanget perfekt, alle toners varme depression er fanget frem for en skinger ringen, som det så ofte er tilfældet." Ian Watson fra NME skrev: "'The Scientist' er en sang, der er ubønhørligt forbundet til den endeløse nattehimmel og hundredtusindvis af fremmedes hemmelige håb og beklagelser."

## Andre udgaver
I 2003 blev "The Scientist" udgivet på Coldplays livealbum Live 2003. Aimee Mann lavede en live-coverversion, der blev udgivet på specialudgaven af hendes album Lost in Space. Natasha Bedingfield, Eamon og Avril Lavigne har lavet coverversioner af sangen i Jo Whileys radioprogram Live Lounge. Belinda Carlisle lavede ligeledes en liveudgave af sangen på ITV1's realityshow Hit Me Baby One More Time, og Johnette Napolitano udgav sangen på sit album Scarred. Den britiske kvindekvartet All Angels lavede et vokalarrangement af sangen på deres album Into Paradise, der blev udgivet i 2007. Akkorderne til sangen blev kopieret af Sum 41 på deres sang "Pieces." Derudover lavede det amerikanske tv-show MADtv en parodi på videoen, der blev kaldt "The Narcissist" ("Narcissisten"). Nummeret høres i filmen Wicker Park fra 2004. Allison Iraheta og Kris Allen opførte en akustisk duet-udgave af sangen ved Oprah Winfreys "No Phone Zone"-arrangement i Los Angeles, Californien.

## Musikvideo
Musikvideoen til "The Scientist" blev meget populær for sin omvendte fortælling. Det samme koncept var tidligere anvendt i Spike Jonzes musikvideo til The Pharcydes sang "Drop" fra 1996. Stilen med at bruge en omvendt fortælling blev først set i videoen til sangen "The Second Summer of Love" af det skotske band Danny Wilson i 1989. For at Martin kunne se ud som om, han sang i den omvendte video, var han nødt til at lære sangen baglæns, hvilket tog ham en måned. Videoen blev filmet flere steder, blandt andet i London og Bourne Woods, Surrey, før første del af A Rush of Blood to the Head-turneen. Den blev instrueret af Jamie Thraves. Videoen havde premiere den 14. august 2002.
Videoen begynder med et blik ned på Martin, der synger liggende på ryggen på en madras. Mens kameraet trækker sig tilbage, viser det sig at madrassen ligger udenfor. En cyklist passerer baglæns bag den, og Martin hopper op fra madrassen. Han går baglæns gennem en by, ud i forstæderne og til sidst ud i skoven, mens han samler forskellige dele af sit jakkesæt op på vejen. Da han kommer til sin bil, en sort BMW, sætter han sig ind og besvimer et kort øjeblik, mens hans kæreste, der først vises liggende død foran bilen, flyver tilbage gennem bilens smadrede forrude. Bilen ruller tilbage på af en bakke og gennem et ødelagt hegn, der reparerer sig selv da bilen passerer gennem det. Mens videoen slutter, ses parret køre tilbage på vejen. Det afsløres, at Martin kæreste havde løsnet sin sikkerhedssele lige før ulykken, hvilket førte til hendes død. Den irske skuespiller Elaine Cassidy spiller Martins kæreste
I 2003 vandt "The Scientist" flere MTV Video Music Awards for bedste gruppevideo, bedste instruktion og bedste gennembrudsvideo. Den blev også nomineret til Grammy-priserne i 2004 for bedste korte musikvideo, men tabte til Johnny Cashs video til "Hurt".

## Sporliste
1. "The Scientist" – 5:11
2. "1.36" – 2:05
3. "I Ran Away" – 4:26

- "1.36" har Tim Wheeler fra Ash på guitar.

### Dvd
1. "The Scientist" (Redigeret)
2. "The Scientist" (Baglæns video)
3. "Lips Like Sugar" (Live)
4. Interview med bandmedlemmerne

## Hitlister
| Hitliste (2002)                        | Højeste placering |
| -------------------------------------- | ----------------- |
| Canadas singlehitliste                 | 6                 |
| Australiens ARIA-singlehitliste        | 40                |
| Hollands singlehitliste                | 20                |
| Italiens singlehitliste                | 23                |
| Irlands singlehitliste                 | 15                |
| Polens singlehitliste                  | 1                 |
| Storbritanniens singlehitliste         | 10                |
| USA's Billboard Hot Modern Rock Tracks | 18                |
| Hitliste (2009)                        | Højeste placering |
| Østrigs singlehitliste                 | 8                 |
| Tysklands singlehitliste               | 26                |
| Schweiz' singlehitliste                | 84                |